# Hans-Martin Schenke

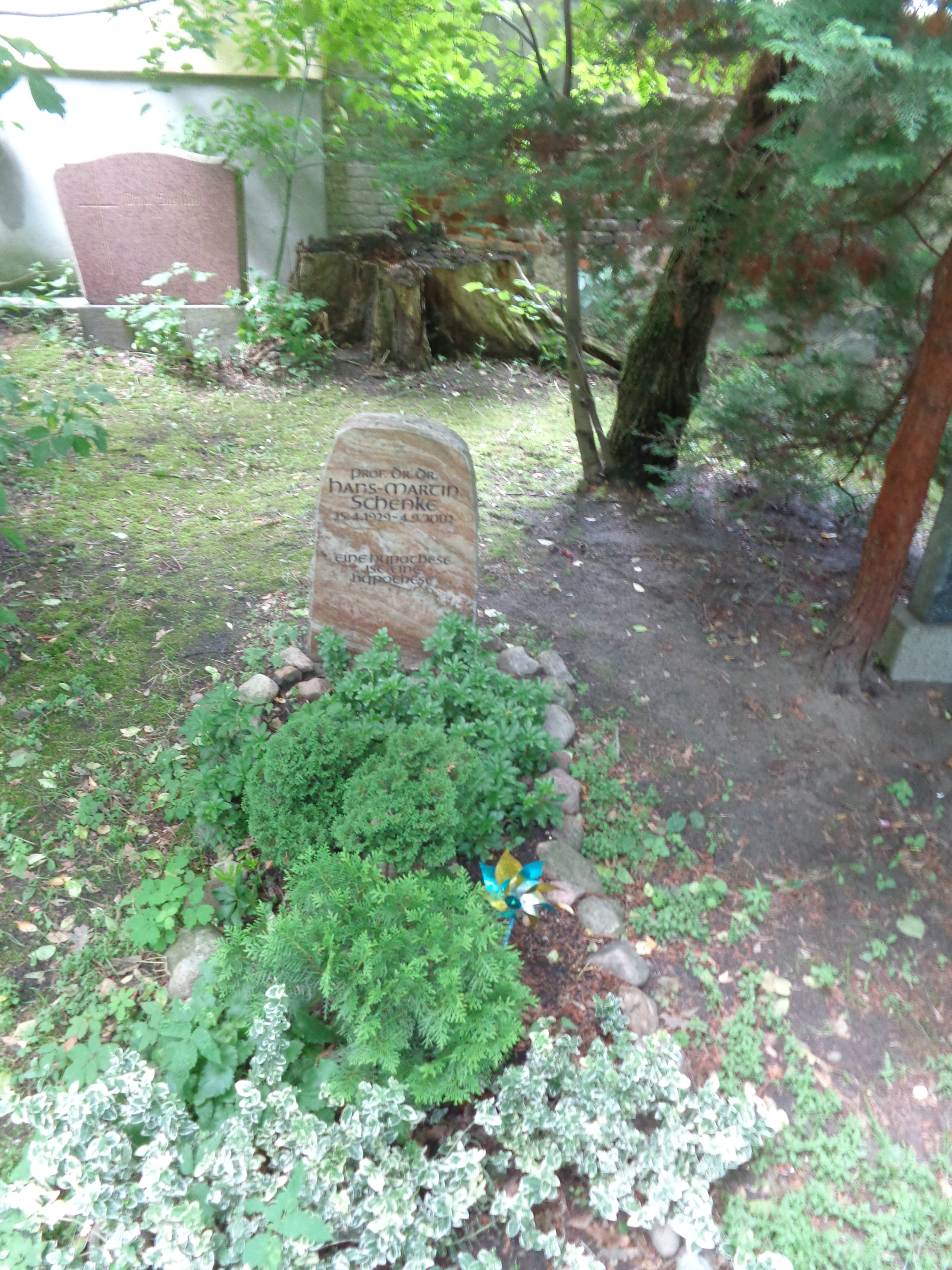
Grab

Hans-Martin Schenke (* 25. April 1929 in Oschersleben (Bode); † 4. September 2002 in Berlin) war ein deutscher evangelischer Theologe, Neutestamentler und Koptologe, der insbesondere zum Frühchristentum und zur Gnosis forschte.

## Leben
Er studierte von 1950 bis 1956 an der Humboldt-Universität. Auf die Promotion im Fach Neues Testament (Das Verhältnis von Indikativ und Imperativ bei Paulus) an der HU Berlin zum Dr. theol., am 14. April 1956, folgte die Promotion im Fach Ägyptologie (Die Orakel im Alten Ägypten) zum Dr. phil., am 3. Februar 1960, und nahezu zeitgleich die Habilitation im Fach Neues Testament (Der Gott „Mensch“ in der Gnosis. Ein religionsgeschichtlicher Beitrag zur Diskussion über die paulinische Anschauung von der Kirche als Leib Christi), am 4. Mai 1960. 
Von 1960 bis 1964 lehrte er zunächst als Dozent, von 1964 bis 1994 dann als Professor für Neues Testament an der Theologischen Fakultät der Humboldt-Universität zu Berlin. Nach seiner Emeritierung war er mehrere Jahre als Gastprofessor an der Universität Laval im kanadischen Québec und an der Claremont Graduate University in Kalifornien tätig.

## Schriften (Auswahl)
- Die Herkunft des sogenannten Evangelium Veritatis. Berlin/Göttingen 1959.
- Koptisch-gnostische Schriften aus den Papyrus-Codices von Nag-Hammadi [mit Johannes Leipoldt]. Hamburg 1960.
- Der Gott „Mensch“ in der Gnosis. Ein religionsgeschichtlicher Beitrag zur Diskussion über die paulinische Anschauung von der Kirche als Leib Christi. Berlin/Göttingen 1962.
- Die Berliner Handschrift der sahidischen Apostelgeschichte (P.15926) [mit Fritz Hintze]. Berlin 1970.
- Einleitung in die Schriften des Neuen Testaments [mit Karl Martin Fischer]. Zwei Bände. Evangelische Verlagsanstalt. Berlin 1978/79.
- Das Matthäus-Evangelium im mittelägyptischen Dialekt des Koptischen (Codex Scheide). Berlin 1981.
- Das Thomas-Buch (Nag-Hammadi-Codex II,7). Berlin 1989, ISBN 3-05-000564-5.
- Apostelgeschichte 1,1 – 15,3 im mittelägyptischen Dialekt des Koptischen (Codex Glazier). Berlin 1991, ISBN 3-05-000563-7.
- Das Philippus-Evangelium (Nag-Hammadi-Codex II, 3). Akademie-Verlag, Berlin 1997, ISBN 3-05-003199-9.
- Das Matthäus-Evangelium im mittelägyptischen Dialekt des Koptischen (Codex Schoyen). Oslo 2001.
- Der Same Seths. Hans-Martin Schenkes „Kleine Schriften“ zu Gnosis, Koptologie und Neuem Testament, Gesine Robinson, Gesa Schenke, Uwe-Karsten Plisch (Hrsg.). Leiden 2012, ISBN 90-04-22390-8.